# Монтейру, Франсишку
Франсишку Монтейру (3 февраля 1926 – 20 сентября 2002) — гонконгский пловец, участник Олимпийских игр 1952 года в Хельсинки.
Монтейру был одним из четырёх спортсменов, представлявших Гонконг на дебютных для него Олимпийских играх 1952 года. На соревнованиях он выступил в трёх дисциплинах: в заплыве на 100 метров вольным стилем выбыл в первом раунде, заняв 52 место (среди 61 участника). В соревнованиях на 400 метров и 1500 метров вольным стилем также выбывал в первом раунде, оба раза заняв последнее (6) место в своём заплыве.